# Port McNicoll
Pour les articles homonymes, voir McNicoll.
Port McNicoll est une subdivision territoriale de la province canadienne de l'Ontario. Elle est située dans le canton de Tay  du comté de Simcoe.

## Historique
La communauté de Port McNicoll a été établie en 1908 en tant que port des Grands Lacs sur la rive sud de la baie Georgienne. C'était le port d'attache du service des Grands Lacs du Chemin de fer Canadien Pacifique à partir de 1908, lorsque le terminus est des opérations maritimes a été déplacé d' Owen Sound. Elle a été nommée en l'honneur du dirigeant des chemins de fer David McNicoll (1852-1916).  Port McNicoll était aussi le terminus ouest de la Georgian Bay and Seaboard Railway (en), se connectant à  l'Ontario and Québec Railway (en), près de Bethany. 

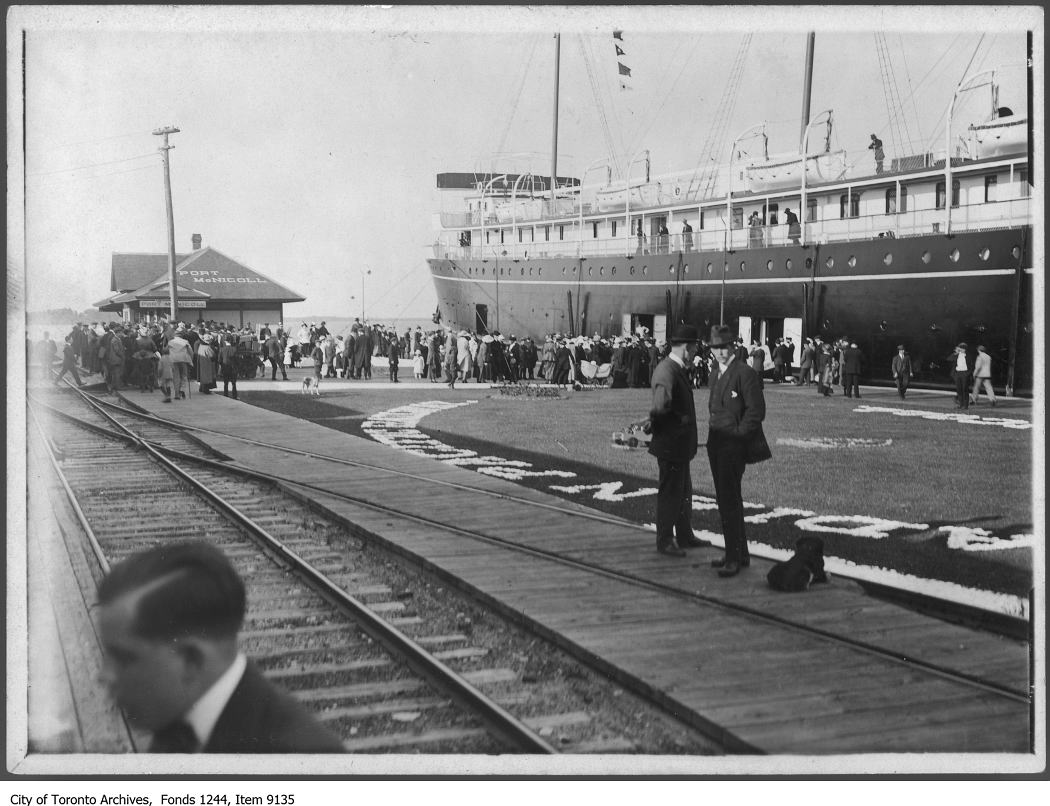
Le SS Keewatin à la gare de Port McNicoll

À partir de 1912, Port McNicoll a été le port d'attache des navires à vapeur de passagers et de marchandises du Canadien Pacifique, le SS Keewatin  et le navire amiral SS Assiniboia. Ils ont continué à fonctionner jusqu'à la cessation du service passagers en 1965, date à laquelle ils ont également été réduits au service de fret uniquement. Maintenant les entreprises du Port McNicoll sont en déclin. La plupart des habitants de Port McNicoll travaillent dans diverses industries de la région. C'est une ville intéressante, dont la population augmente un peu, en raison des chalets, pendant les mois d'été. La plupart des chalets sont situés à proximité des nombreuses plages sur les rives de la baie Georgienne. 
Le SS Keewatin y est désormais exposé comme navire musée.

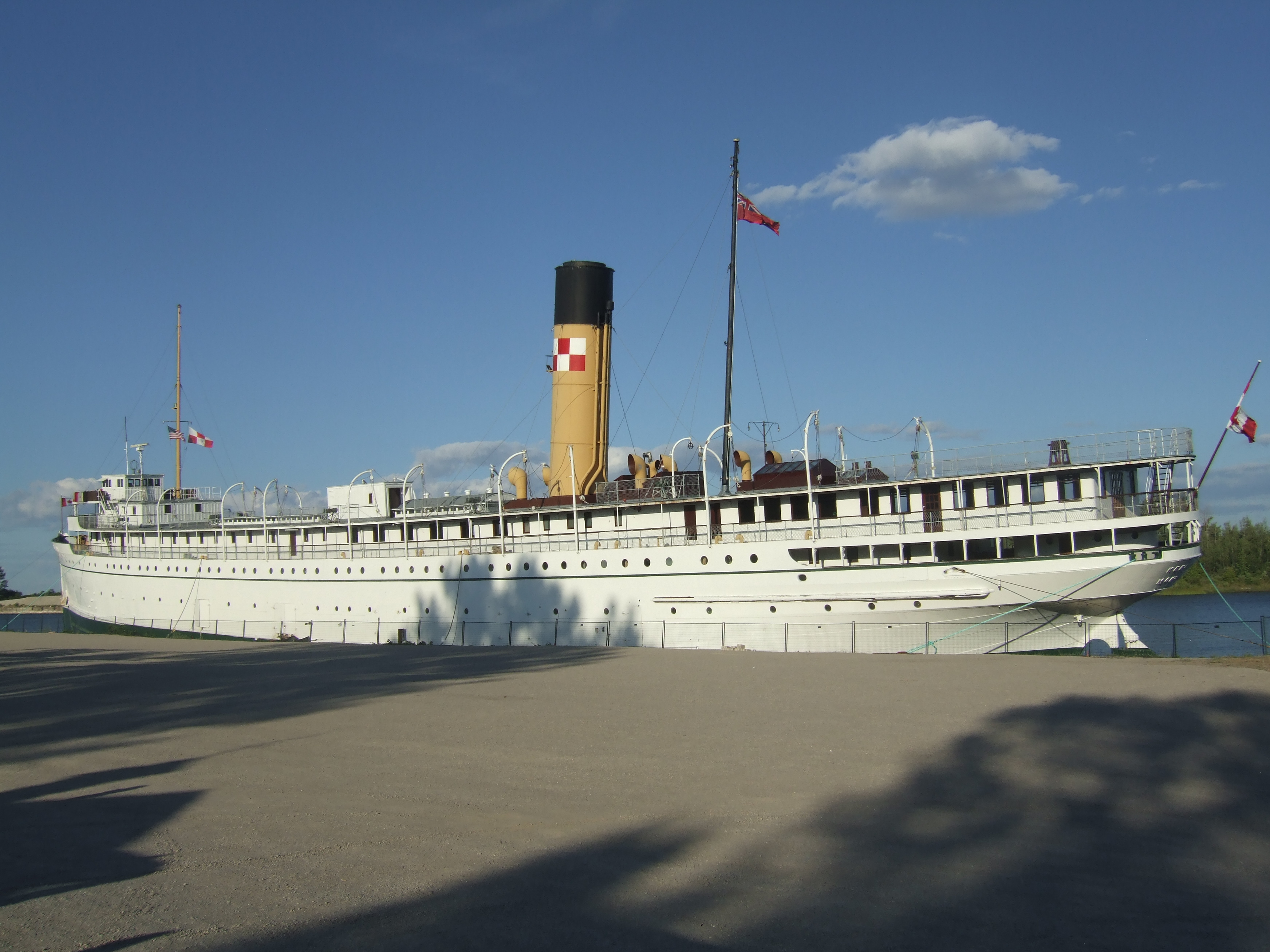
SS Keewatin